# Lista över borgmästare i Falun
Detta är en lista över staden Falu stads borgmästare.

## Borgmästare i Falun
Borgmästare i Falu stad före 1971.
| Ämbetstid | Namn                           | Levnadstid | Övrigt |
| --------- | ------------------------------ | ---------- | ------ |
| 1641–1662 | Gerdt Lohrman                  | död 1662   |        |
| 1641–1649 | Peder Hansson Bergman          | 1593–1649  |        |
| 1643–1657 | Henrik Mårtensson Teet         | död 1657   |        |
| 1647–1668 | Hans Philip Lybecker den äldre | 1608–1672  |        |
| 1649–1657 | Johan Silfverström             | 1616–1689  |        |
| 1658–1661 | Carl Rothoff                   | 1622–1661  |        |
| 1657–1683 | Bengt Hansson Medenius         | 1615–1683  |        |
| 1669–1684 | Olof Larsson                   | död 1684   |        |
|           | Zacharias Troilius             | 1621–1693  |        |
|           | Johan Holenius                 | 1663–1730  |        |
| 1733–1753 | Petrus Salenius                | 1690–1753  |        |
| 1753–1769 | Erik Eriksson                  | 1718–1769  |        |
| 1770–1779 | Olof Wallman                   | 1728–1779  |        |
| 1779–1794 | Hans Carleberg                 | 1737–1794  |        |
| 1795–1820 | Clas Fredrik Linde             | 1765–1820  |        |
| 1858–1892 | Erik Mauritz Sundell           | 1819–1896  |        |
| 1892–1900 | Herman Hultberg                | 1839–1902  |        |
| 1900–1929 | Johan Cornelius                | 1858–1937  |        |
| 1930–1959 | Gustaf Geete                   | 1892–1970  |        |